# Víctor, Zenó i Felícola de Serrateix
Nom amb el qual es veneren des del segle x, al monestir de Santa Maria de Serrateix, les relíquies dels sants Zenó, Vidal i Felícola de Roma. Al voltant seu es creà la llegenda que eren naturals de Serrateix i hi moriren màrtirs, en un cas de duplicació de personalitat hagiogràfica.